# Oxymycterus hispidus
Oxymycterus hispidus är en däggdjursart som beskrevs av Francois Jules Pictet de la Rive 1843. Oxymycterus hispidus ingår i släktet grävmöss och familjen hamsterartade gnagare. IUCN kategoriserar arten globalt som livskraftig. Inga underarter finns listade i Catalogue of Life.
Denna gnagare förekommer i östra Brasilien vid Atlanten från delstaten Bahia till Santa Catarina. Enstaka fynd finns från norra Argentina. Habitatet utgörs av fuktiga skogar.